# 꼬리감는원숭이
꼬리감는원숭이(영어: capuchin monkey /ˈkæpjʊtʃɪn/ , /ˈkæpjʊʃɪn/)는 꼬리감는원숭이아과에 속한 신세계원숭이의 총칭이다. 흔히 "오르간 악사" 원숭이로 여겨지며, 다양한 영화와 텔레비전 쇼에 등장해왔다. 꼬리감는원숭이의 분포는 중앙아메리카와 남아메리카에 걸쳐있으며 남쪽으로 아르헨티나까지 아우른다. 중앙아메리카에서는 보통 코스타리카의 카리브 해안의 습한 저지대 삼림과 태평양 해안의 건조한 삼림에 서식한다.

## 어원
꼬리감는 원숭이의 국제적인 명칭은 '카푸친원숭이'인데, 카푸친(capuchin)이라는 단어는 큰 후드가 달린 갈색 로브를 입은 프란체스코회의 분파 카푸친 작은형제회에서 유래했다. 탐험가들이 15세기에 아메리카 대륙에 도달했을 때 색상이 카푸친 작은형제회의 수도사들이 후드를 벗었을 때의 모습을 닮은 작은 원숭이들을 발견했고, 그리하여 카푸친이라는 이름이 붙여졌다. 과학자들이 (아마도 황금배카푸친으로 추측되는) 표본을 묘사할 때, 그들은 다음과 같이 적었다: "그 황갈색 주둥이,... 앞부분에서 하얀색으로 녹아드는 눈 주변부의 좀 더 밝은 색상과, 뺨..., 을 보자니 우리나라에서 역사적으로 둔감함, 게으름, 관능성을 표방하는 생김새를 부지불식간에 상기시키게 된다." 이 속의 이름인, 그리스 단어 kêbos에서 유래한 Cebus는 꼬리가 긴 원숭이를 의미한다.

## 하위 종

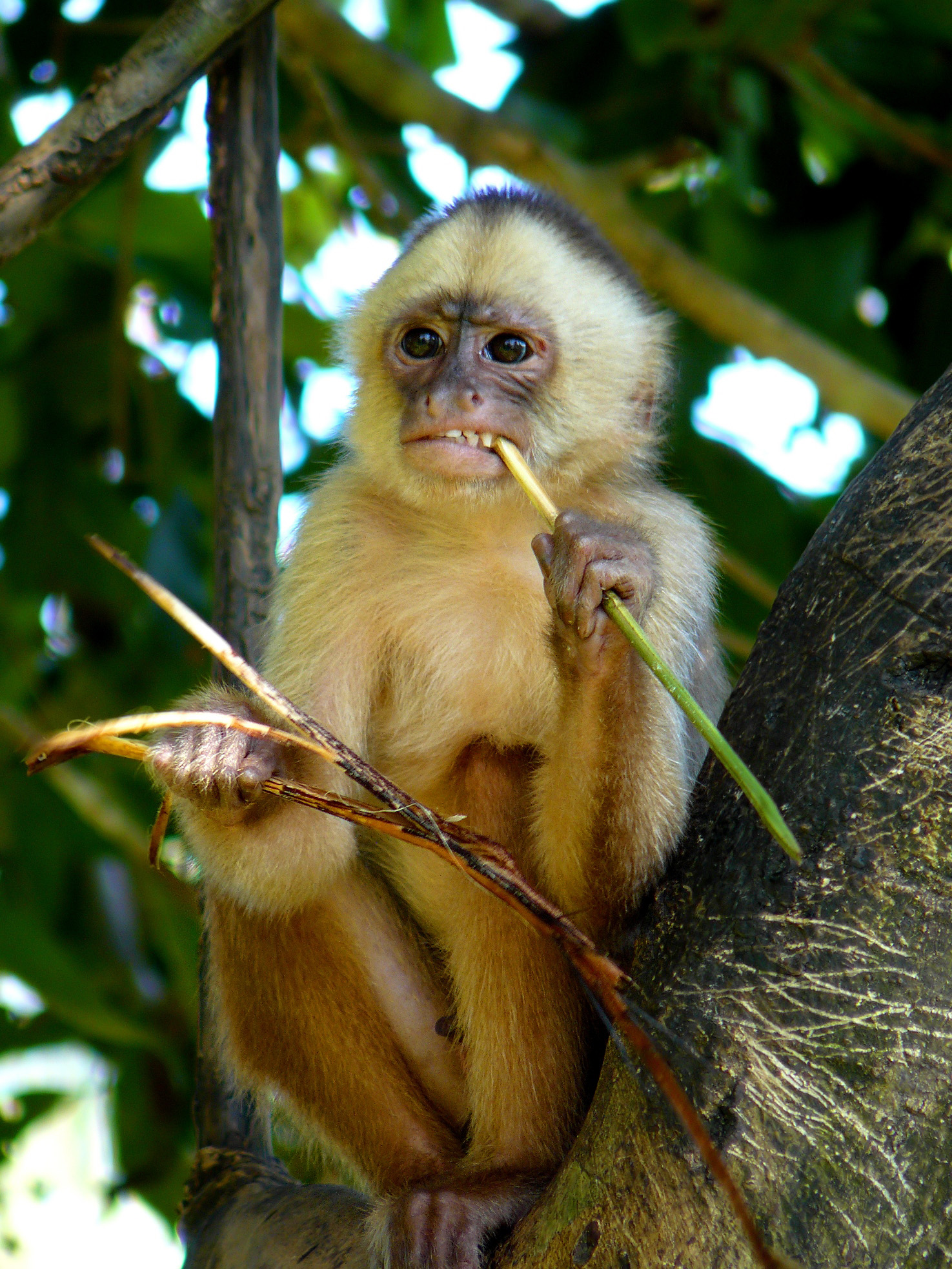
흰이마카푸친

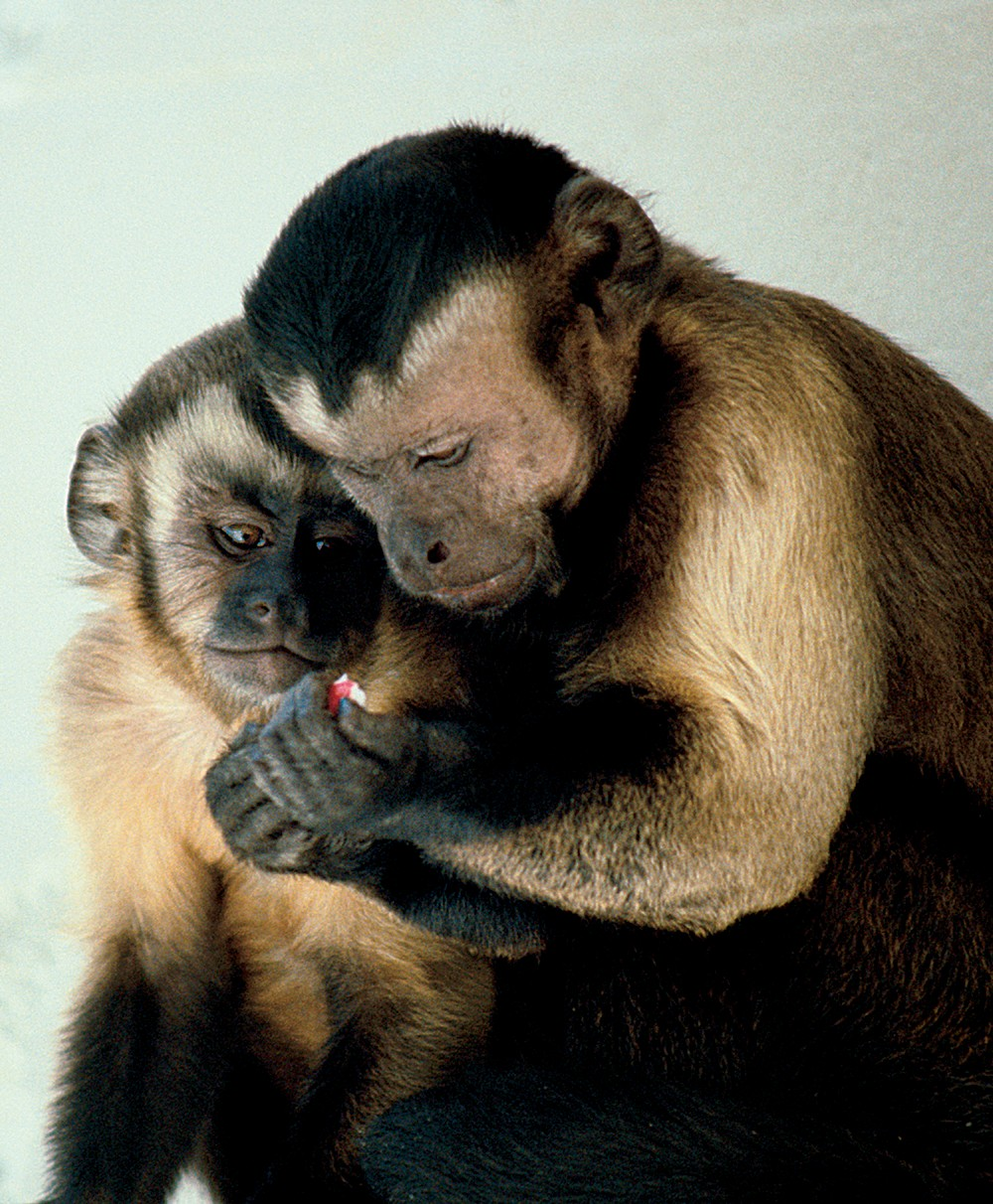
검은머리카푸친

이 과의 종 단위의 분류는 분류학적으로 상당한 논란을 일으켜왔으며, 원래 아래에 있는 목록과는 다른 방식이 사용되어왔다. 2011년에, 제시카 린치 알파로 외는 이전에 C. 아펠라 군에 속했던 건장한카푸친을 이전에 C. 카푸치누스 군에 속했던, 세부스속의 가냘픈카푸친에서 분리하여 별개의 건장한꼬리감는원숭이속에 배치하자고 제안했다. 폴 가버와 같은 다른 영장류학자들은 이러한 분류를 사용하기 시작하였다.
2011년에 린치 알파로가 주도한 유전적 연구에 따르면, 가냘픈카푸친과 건장한카푸친은 620만년 전쯤에 분리되었다고 한다. 린치 알파로는 아마존 강의 탄생이 가냘픈카푸친으로 진화한 아마존 북쪽에 서식하던 원숭이를 건장한카푸친으로 진화한 아마존강 남쪽의 대서양 삼림에 서식하던 원숭이와 떨어뜨려 유전적인 분리를 촉발시켰을 것이라고 말했다. 가냘픈카푸친은 건장한카푸친과 비교했을 때, 몸의 크기에 비해 상대적으로 팔다리가 길다. 가냘픈카푸친은 두개골이 좀 더 둥글며, 건장한카푸친은 단단한 견과류를 깨부수는 데 적합하도록 적응한 턱을 가지고 있다. 건장한카푸친은 볏이 있으며 수컷은 턱수염이 있다.
- 가냘픈꼬리감는원숭이속 (Cebus)[11]
  - 에콰도르카푸친 (C. aequatorialis)
  - 훔볼트흰이마카푸친 (C. albifrons)
  - 베네수엘라갈색카푸친 (C. brunneus)
  - 콜롬비아흰얼굴카푸친 또는 콜롬비아흰머리카푸친 (C. capucinus)
  - 밤색카푸친 (C. castaneus)
  - 세사르강흰이마카푸친 (C. cesarae)
  - 산발머리카푸친 또는 더벅머리카푸친 (C. cuscinus)
  - 파나마흰얼굴카푸친 또는 파나마흰머리카푸친 (C. imitator)
  - 카포리카푸친 (C. kaapori)
  - 페리하산맥흰이마카푸친 (C. leucocephalus)
  - 산타마르타흰이마카푸친 (C. malitiosus)
  - 울보카푸친 또는 기니울보카푸친 (C. olivaceus)
  - 트리니다드흰이마카푸친 (C. trinitatis)
  - 슈픽스흰이마카푸친 (C. unicolor)
  - 알록흰이마카푸친 (C. versicolor)
  - 마라뇬흰이마카푸친 (C. yuracus)
- 건장한꼬리감는원숭이속 (Sapajus)[6][9]
  - 검은머리카푸친 (S. apella)
  - 아자라카푸친 (S. cay)
  - 금발카푸친 (S. flavius)
  - 검은줄무늬카푸친 (S. libidinosus)
  - 검은카푸친 (S. nigritus)
  - 볏카푸친 (S. robustus)
  - 황금배카푸친 (S. xanthosternos)

## 계통 분류
다음은 광비원류의 계통 분류이다.

|  | 티티원숭이아과 |
|  |                |
|  | 사키원숭이아과 |
|  |                |

|  | 고함원숭이아과 |
|  |                |
|  | 거미원숭이아과 |
|  |                |

|  | 꼬리감는원숭이아과 |
|  |                    |
|  | 다람쥐원숭이아과   |
|  |                    |

|  | 비단원숭이과   |
|  |                |
|  | 올빼미원숭이과 |
|  |                |

|  | 꼬리감는원숭이아과 |
|  |                    |
|  | 다람쥐원숭이아과   |
|  |                    |

|  | 비단원숭이과   |
|  |                |
|  | 올빼미원숭이과 |
|  |                |

|  | 고함원숭이아과 |
|  |                |
|  | 거미원숭이아과 |
|  |                |

|  | 꼬리감는원숭이아과 |
|  |                    |
|  | 다람쥐원숭이아과   |
|  |                    |

|  | 비단원숭이과   |
|  |                |
|  | 올빼미원숭이과 |
|  |                |

|  | 꼬리감는원숭이아과 |
|  |                    |
|  | 다람쥐원숭이아과   |
|  |                    |

|  | 비단원숭이과   |
|  |                |
|  | 올빼미원숭이과 |
|  |                |

|  | 티티원숭이아과 |
|  |                |
|  | 사키원숭이아과 |
|  |                |

|  | 고함원숭이아과 |
|  |                |
|  | 거미원숭이아과 |
|  |                |

|  | 꼬리감는원숭이아과 |
|  |                    |
|  | 다람쥐원숭이아과   |
|  |                    |

|  | 비단원숭이과   |
|  |                |
|  | 올빼미원숭이과 |
|  |                |

|  | 꼬리감는원숭이아과 |
|  |                    |
|  | 다람쥐원숭이아과   |
|  |                    |

|  | 비단원숭이과   |
|  |                |
|  | 올빼미원숭이과 |
|  |                |

|  | 고함원숭이아과 |
|  |                |
|  | 거미원숭이아과 |
|  |                |

|  | 꼬리감는원숭이아과 |
|  |                    |
|  | 다람쥐원숭이아과   |
|  |                    |

|  | 비단원숭이과   |
|  |                |
|  | 올빼미원숭이과 |
|  |                |

|  | 꼬리감는원숭이아과 |
|  |                    |
|  | 다람쥐원숭이아과   |
|  |                    |

|  | 비단원숭이과   |
|  |                |
|  | 올빼미원숭이과 |
|  |                |

## 신체적 특징
꼬리감는원숭이들은 검은색, 갈색, 담황색, 상아색을 띄지만, 정확한 색깔과 무늬는 어떤 종에 속해있는지에 달려있다. 30에서 56센티미터 (12에서 22인치)까지 자라며, 꼬리의 길이는 몸 전체의 길이와 비슷하다.

## 행동
꼬리감는원숭이는 대부분의 신세계원숭이처럼 주행성 동물이자 교목이동성 동물이다. 낮 동안의 낮잠을 제외하면, 이 원숭이들은 온종일 먹이를 찾는 데 시간을 보낸다. 밤에는 나뭇가지 사이의 틈에서 잠을 청한다. 이 원숭이들은 서식지에 까탈스럽지 않아 다양한 영역에서 발견된다.

### 식성
꼬리감는원숭이는 다양한 종류의 먹이를 섭취하며, 이는 꼬리감는원숭이과에 속한 어떠한 다른 원숭이들보다도 다양하다. 이 원숭이들은 잡식동물이며, 양서류, 연체동물, 다양한 척추동물, 심지어 영장류만큼이나 이파리, 꽃과 과일, 씨앗, 중과피, 목질 조직, 사탕수수, 구근과 삼출물 등의 다양한 식물의 부위를 섭취한다. 특히 개구리를 잘 잡는 모습이 관찰되기도 했다. 꼬리감는원숭이들은 음식같지가 않은 수많은 것들에서 먹을 부분을 찾아내는 능력으로 인해 혁신적이고 극단적인 섭식자로 특징지어지는데, 이는 서식지에서 음식이 극단적으로 제한된 상황에서도 살아남을 수 있도록 한다. 물가에 사는 원숭이들은 게와 패각류의 껍데기를 돌에 내리쳐 부수어 먹는다.

### 사회 구조와 서식지
꼬리감는원숭이는 브라질과 여타의 라틴아메리카, 중앙아메리카의 넓은 영역에서 서식한다. 일반적으로 숲속에서 10마리에서 35마리 정도의 규모의 무리를 이루고 살아가지만, 사람이 개척한 땅에서도 손쉽게 적응할 수 있다. 대개 하나의 수컷이 무리를 지배하며, 이러한 수컷들은 같은 집단의 암컷들과 우선적으로 짝짓기할 권리를 가진다. 하지만 흰머리카푸친무리는 알파 수컷과 알파 암컷이 함께 무리를 이끈다. 각각의 무리는 넓은 영역을 갖는데, 구성원들이 먹이를 구하기 위한 최고의 장소를 탐색해야 하기 때문이다. 이 영장류들은 영역동물이며, 영토의 중앙영역을 오줌으로 뚜렷하게 표시하고 침입자에 맞서 영토를 지키지만 영역의 가장자리는 겹칠 수 있다. 집단역학적 안정화는 단체로 털을 가다듬는 행위와, 다양한 목소리를 통해 이루어지는 원숭이들 사이의 의사소통을 통해 이루어진다. 꼬리감는원숭이들은 3미터까지 뛸 수 있으며, 이러한 모습은 보통 다른 나무로 이동할 때 관찰된다. 무리는 낮에 대부분의 시간을 초목의 식생 사이에서 숨어있는 채로 보내며, 나뭇가지 위에서 잠을 청하고 마실 물을 찾기 위해 땅으로 내려온다.

### 짝짓기
암컷은 흔히 대부분의 proceptive 와 짝찟기 행동을 우두머리 수컷에게 보인다. 하지만 proceptive 기간이 끝나면 하루에 여섯 마리의 하위 서열의 수컷과 관계를 가지기도 한다. 어떤 암컷들은 서너마리의 다른 수컷들과 짝짓기를 하기 때문에, 언제나 우두머리 수컷만을 목표로 하지는 않는다. 우두머리 암컷 알파 암컷과 낮은 서열의 암컷이 우두머리 수컷과의 짝짓기를 원할 땐, 더 서열이 높은 암컷이 낮은 암컷을 밀어내고 짝짓기를 할 권리를 갖는다.

### 일생
암컷은 이년마다 새끼를 출산하며 160일에서 180일 동안 임신한다. 어린 새끼는 좀 더 클 때까지 어미의 가슴에 매달리며, 이후에는 등 뒤로 위치를 옮긴다. 성체 수컷 원숭이들은 새끼를 거의 돌보지 않는다. 암컷은 네 살에, 수컷은 여덟 살에 짝짓기를 할 요건을 완전히 갖추게 된다. 사육개체는 50살까지 살수 있으며, 야생개체의 예상수명은 15년에서 25년 정도이다.

## 가해지는 위협
꼬리감는원숭이들은 영리하고 훈련하기 쉬워, 많은 선진국에서 사지가 마비된 사람들을 돕는 데 사용되고 있다. 애완동물로서, 길거리 공연의 유흥거리로서도 인기가 높아지고 있으며, 서식지의 주민들은 고기를 얻기 위해 꼬리감는원숭이들을 사냥한다. 새끼를 잘 치며 환경적응력이 높기 때문에, 삼림의 손실은 다른 종만큼 꼬리감는원숭이의 개체수에 부정적인 영향을 미치지 않지만, 서식지 단편화는 여전히 위협적이다. 재규어, 쿠가, 재규어런디, 코요테, 타이라, 뱀, 크로코다일, 맹금류가 긴꼬리원숭이의 천적이다. 갈색꼬리감기원숭이의 주 포식자는 부채머리수리이며, 몇몇 원숭이들을 둥지로 가져가는 것이 목격되었다.

## 지능

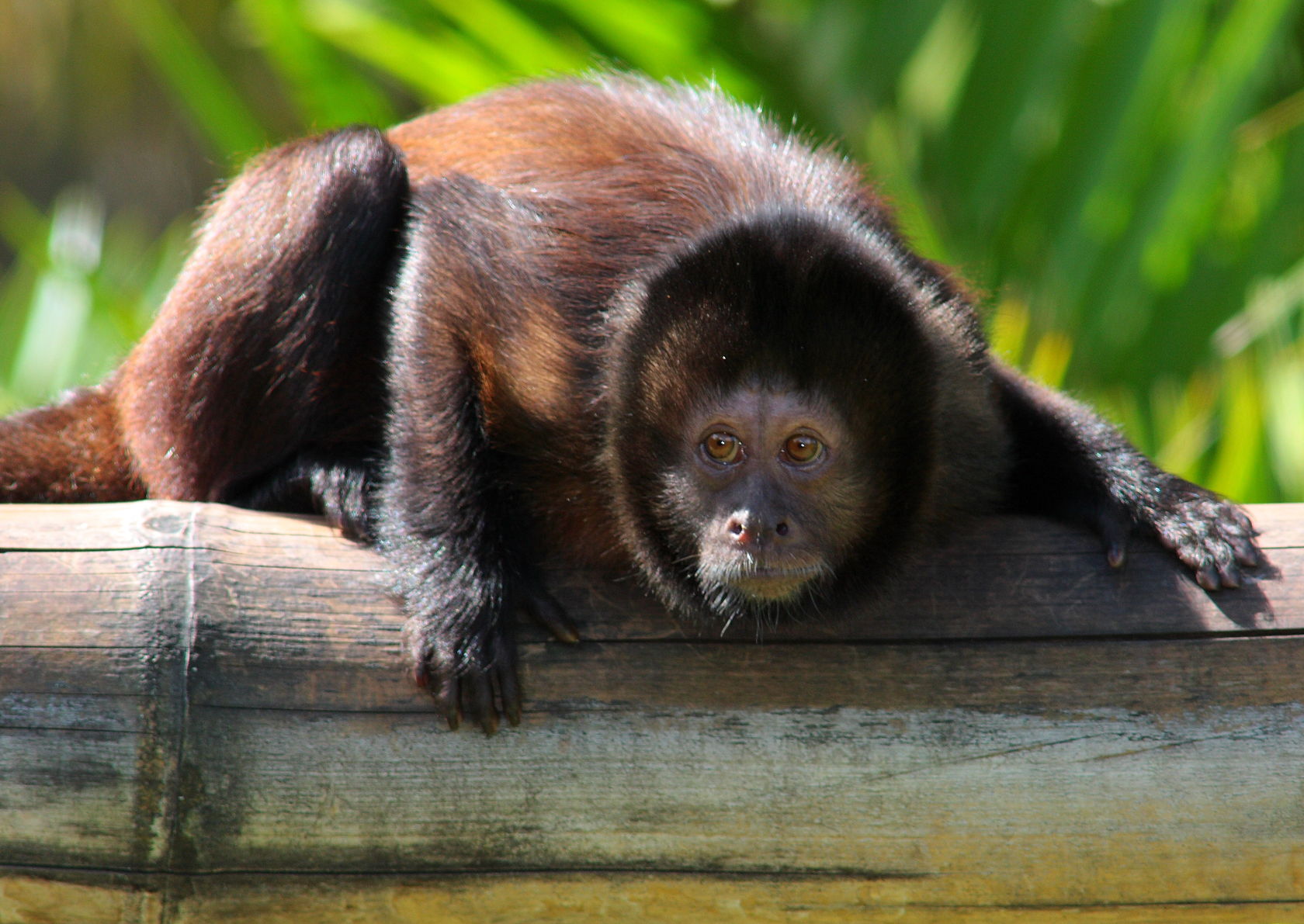
볏카푸친 (Sapajus robustus)

꼬리감는원숭이들은 신세계원숭이들 중에서 제일 영리하다고 알려져 있으며 연구실에서 흔히 이용된다. 갈색꼬리감기원숭이는 특히 장기적인 도구의 사용으로 주목받았으며, 이는 유인원을 제외한 원숭이의 원시적인 도구의 사용에 대한 드문 예시 중 하나다. 이 꼬리감는원숭이들은 부리로 기름야자를 깨부숴 먹는 금강앵무를 따라하여, 제일 잘 익은 과실 중 몇몇을 골라 끝부분을 분질러서 과즙을 들이킨 다음에 남은 과일을 안의 견과류와 함께 버린다. 이 떨어진 과일들이 경화되고 다소 부서지기 쉽게 되면, 긴꼬리원숭이원숭이들은 과일들을 다시 주워 이전에 몇 마일 떨어진 곳까지에서 크고 납작한 강가의 돌을 모아두었던 곳으로 가져간다. 원숭이들은 무거운 것은 원숭이의 무게와 맞먹는 돌들을 과일을 부수는 데 사용하여 안의 견과류를 얻는다. 어린 원숭이들은 나이 들고 경륜 있는 다 자란 원숭이들에게서 방법을 배우기 위해 이러한 과정을 관찰하지만, 이를 숙달하는 데 8년이 걸린다. 긴꼬리원숭이들의 학습 행동은 호기심보다는 보상에 직접적으로 연결되어있다는 것이 입증되어왔다. 꼬리감는원숭이들은 돌멩이를 내리쳐 날카롭게 만드는 방식으로 도구를 만들어내며, 기원전 1,000 여 년에 석기시대에 진입했다고 알려졌다.
2005년에 꼬리감는원숭이의 화폐 사용 능력에 대한 실험이 진행되었다. 몇 개월 간의 훈련 후에, 원숭이들은 가격 충격에 대해 이성적으로 반응하는 것과 같은, 이전에는 사람들에게만 존재한다고 믿고 있었던 중간교환재의 개념에 대한 이해를 토대로 한 듯한 행동을 보이기 시작했다. 원숭이들은 인간 피실험자와 투자자들에게서 관찰된 것과 동일한 손실을 회피하는 경향을 보여주었다.
꼬리감는원숭이들은 모기가 창궐하는 기간에 노래기를 으깨서 등에 발라 천연 방충제로 사용한다.

### 자아 인식
거울과 맞닥뜨릴 때, 꼬리감는원숭이는 거울에 비친 원숭이의 형상을 다른 개체로서 이해하는 것과 자기자신으로 인지하는 것 사이의 중간상태와도 같은 방식으로 반응한다.
대부분의 동물들은 거울에 비친 모습을 그들이 알지 못하는 다른 개체와 마주친 것처럼 반응한다. 꼬리감는원숭이를 대상으로 한 실험은 이 원숭이들이 거울에 비친 모습을 낮선 현상으로 반응하지만, 낮선 원숭이를 본 것처럼 행동하지는 않는다는 것을 보여준다.
꼬리감는원숭이들은 실험에서 세 가지의 서로 다른 시나리오들을 접했다:
1. 투명한 장벽 너머에서 낯선 동성의 원숭이를 목격
2. 투명한 장벽 너머에서 낯익은 동성의 원숭이를 목격
3. 원숭이를 비추는 거울

시나리오 1에서는 암컷은 겁을 집어먹고 눈을 마주치는 것을 피했지만, 수컷은 위협 동작을 취했다. 시나리오 2에서는 암수를 가리지 않고 큰 반응이 없었다.
거울을 통해 바라보는 경우, 암컷은 거울에 비춘 다른 원숭이를 바라보면서 입술을 맞부딪치거나 몸을 흔드는 등의 (lip-smacking and swaying) 친근한 몸동작을 취했다. 수컷은 이전보다 눈을 자주 마주쳤지만, 끽끽대거나 바닥 위에서 몸을 말거나 실험실에서 탈출하려고 시도하는 따위의 혼란, 괴로움을 나타내는 행동을 보였다.

### 마음 이론
꼬리감는원숭이가 마음이론을 가지고 있는지—이 원숭이들이 다른 생명체가 지각하거나 생각할 수 있다는 것을 이해할 수 있는지—에 대한 의문은 깔끔하게 증명되지도 반증되지도 않았다. 한 훈련사가 음식의 위치를 알고 있다는 것을 관찰할 수 있으며 다른 훈련사는 단지 음식의 위치를 추측할 뿐인 인지자-추측자 시나리오를 마주하면, 꼬리감는원숭이들은 인지자에 의존하는 것을 배울 수 있다. 하지만 이는 원숭이들이 다른 수단으로 인지자와 추측자를 구별하는 것을 배울 수 있기 때문에, 마음이론에 대한 결정적인 증거로 채택되지는 못했다. 최근까지 인간이 아닌 유인원 또한 마음이론을 가지고 있지 않다고 여겨졌지만, 최근의 연구는 그렇지 않을 수 있다는 것을 보여준다. 사람의 아이들은 일반적으로 서너살에 마음이론이 발달된다.

## 사람과의 관계

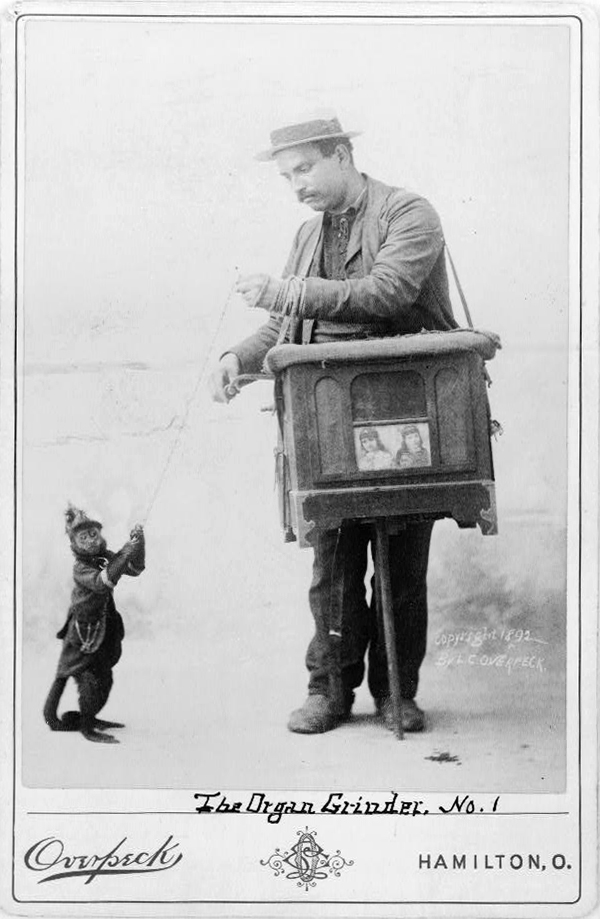
19세기의 오르간 악사와 그의 꼬리감는원숭이

흔히 "오르간 악사"나 "그레이하운드 기수" 원숭이로 알려진 꼬리감는원숭이는 때때로 이국적인 애완동물로 취급받았다. 때로는 경작지와 곡식을 강탈했으며 근처의 거주민들에게 골칫거리가 되었다. 어떤 지역에서는 서식지의 파괴로 인하여 보기 힘들게 되었다.
원숭이들은 보조동물로서 사용되기도 했으며, 때로 "자연의 집사"라고 불렸다. 한 단체는 꼬리감는원숭이를 이동보조견을 훈련시키듯이 사지마비 환자를 보조하기 위한 도우미 원숭이로서 훈련시켜왔다. 인간의 집에서 사회화된 후, 원숭이들은 사지마비환자와 함께하기 전에 광범위한 훈련을 받는다. 원숭이들은 집안에서 물건을 가져오고, 불을 키고 끄고, 물병의 뚜껑을 여는 등의 일을 돕는다.
미 연방정부는 2010년에 미국장애인법(ADA)의 보조동물의 정의를 개정하였다. 사람을 제외한 영장류는 더 이상 ADA에서 보조동물로 간주되지 않는다. 미국수의학협회는 동물복지에 대한 우려, 사람한테 큰 부상을 입힐 가능성, 영장류가 사람한테 위험한 전염병을 옮길 위험성 때문에 사람을 제외한 영장류를 보조동물로서 지원하지 않는다.